# Villamedianilla
Villamedianilla – gmina w Hiszpanii, w prowincji Burgos, w Kastylii i León, o powierzchni 6,76 km². W 2011 roku gmina liczyła 10 mieszkańców.